# Упоров, Сергей Владленович
Серге́й Владле́нович Упо́ров (20 июня 1972, Кокшаровка) — российский сидячий волейболист, игрок екатеринбургского клуба «Родник» и российской национальной сборной. Бронзовый призёр летних Паралимпийских игр 2008 года в Пекине, призёр Кубка европейских чемпионов, Кубка мира среди спортсменов с поражением опорно-двигательного аппарата, заслуженный мастер спорта России.

## Биография
Сергей Упоров родился 20 июня 1972 года в селе Кокшаровка Чугуевского района Приморского края, однако впоследствии переехал на постоянное жительство в Свердловскую область. С двадцати лет работал слесарем в отделе рабочего снабжения на хлебопекарне железнодорожной станции посёлка городского типа Дружинино, затем был слесарем в товариществе с ограниченной ответственностью «Этап» в Екатеринбурге, в период 1994—1998 годов являлся электромонтёром в товариществе «Базик».
Волейболом сидя серьёзно занимался начиная с 2003 года к екатеринбургской команде «Родник», проходил подготовку под руководством заслуженного тренера Виктора Семёновича Дьякова. Первое время выступал за второй состав команды, в 2004 году стал бронзовым призёром чемпионата России. В 2005 году вошёл в основной состав клуба, одержал победу в зачёте российского национального первенства, выиграл бронзовую медаль на чемпионате Европы в Германии, побывал на Кубке мира в Боснии. В 2006 году добавил в послужной список золотую награду, выигранную на европейском первенстве в Венгрии.
В 2007 году Упоров завоевал бронзовую медаль на Кубке европейских чемпионов по волейболу сидя в Сараево. Благодаря череде удачных выступлений удостоился права защищать честь страны на летних Паралимпийских играх 2008 года в Пекине — российская команда со второго места вышла из группы А, уступив только сборной Боснии и Герцеговины, тогда как на стадии полуфиналов со счётом 0:3 проиграла сборной Ирана, ставшей в итоге победительницей соревнований. При этом в утешительной встрече за третье место россияне одержали победу над сборной Египта и завоевали тем самым бронзовые паралимпийские медали. За это выдающееся достижение в 2009 году Сергей Упоров награждён медалью ордена «За заслуги перед Отечеством» II степени, удостоен почётного звания «Заслуженный мастер спорта России».
После успешной пекинской Олимпиады ещё в течение некоторого времени оставался в основном составе команды России и продолжал принимать участие в крупнейших международных турнирах. Так, в 2010 году завоевал серебряную медаль на Кубке европейских чемпионов в Венгрии. Окончил Училище олимпийского резерва № 1 в Екатеринбурге.